# Sitona puncticollis

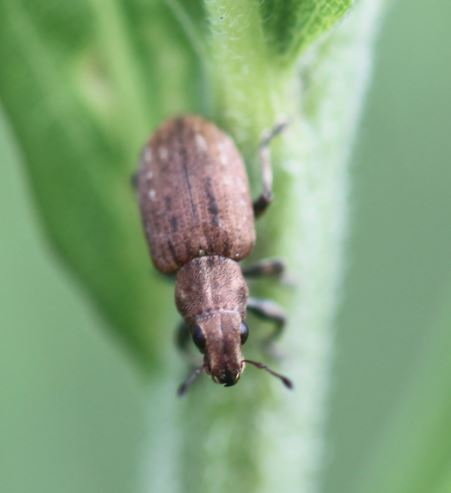
Frontansicht

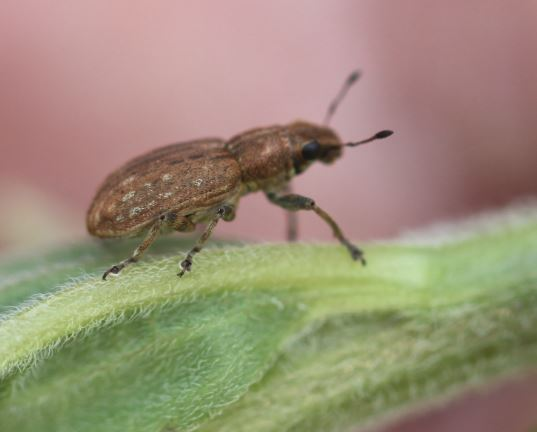
Seitenansicht

Sitona puncticollis ist ein Käfer aus der Familie der Rüsselkäfer (Curculionidae). Die Käfer gehören zur Gattung der Blattrandkäfer (Sitona).

## Merkmale
Sitona puncticollis hat eine Länge von 5–6 mm. Die Flügeldecken der Käfer sind wesentlich breiter als der Halsschild. Die Schultern treten dabei besonders hervor. Die Oberseite der Käfer ist mit kleinen schmalen grauen Schuppen bedeckt. Diese sind längs der Flügeldeckennaht und im 5. Zwischenraum meist heller, so dass die Flügeldecken ein schwach ausgeprägtes Muster aus Längsstreifen aufweisen. Der Halsschild besitzt schmale Längsbinden.

## Verbreitung
Die Art ist in Europa weit verbreitet und häufig. Das Vorkommen reicht im Süden bis nach Nordafrika, im Osten bis in den Nahen Osten.

## Lebensweise
Die Käfer beobachtet man von Ende Mai bis Ende August. Die Käfer fressen besonders nachts an den Blättern ihrer Futterpflanzen. Diese gehören zu den Schmetterlingsblütlern (Faboideae) und dienen den Larven als Wirtspflanzen. Die Larven ernähren sich ektophag von den Wurzeln ihrer Wirtspflanzen, das heißt, sie leben im Gegensatz zu vielen anderen Käferlarven außerhalb der Wurzeln. Zu den Wirtspflanzen zählen u. a. Geißklee (Cytisus), Ginster (Genista), Gewöhnlicher Hornklee (Lotus corniculatus), Luzerne (Medicago sativa), Weißer Steinklee (Melilotus albus) sowie verschiedene Klee-Arten (Trifolium) und die Ackerbohne (Vicia faba).